# Дъбово (дем Пеония)
 Тази статия е за селото в Кукушко.  За други села на име Дъбово вижте Дъбово.  За селото в Сярско, чието име на гръцки също е Валтотопи, вижте Бейлик махала.
Дъ̀бово или Дъмбово (изписване до 1945 година: Дѫбово; на гръцки: Βαλτοτόπι, Валтотопи, катаревуса Βαλτοτόπιον, Валтотопион, до 1927 година катаревуса Δάμποβον/Ντάμποβον, Дамбовон, димотики Δάμποβο/Ντάμποβο, Дамбово) е село в Гърция, дем Пеония, област Централна Македония.

## География
Селото е разположено на 40 m надморска височина на 7 km южно от град Боймица (Аксиуполи) на десния бряг на река Вардар.

## История

### В Османската империя
В XIX век Дъбово е българско село в каза Аврет Хисар на Османската империя. Църквата „Св. св. Константин и Елена“ в източния край на селото е от средата на XIX век. „Етнография на вилаетите Адрианопол, Монастир и Салоника“, издадена в Константинопол в 1878 година и отразяваща статистиката на населението от 1873 година, Дъбово (Dabovo) е посочено като село каза Аврет Хисар с 45 къщи и 206 жители българи. Между 1896 и 1900 година селото преминава под върховенството на Българската екзархия.
Според статистиката на Васил Кънчов („Македония. Етнография и статистика“) в 1900 година Дѫбово (Дамбово) е село в Гевгелийска каза с 276 жители българи.
Цялото село е под върховенството на Българската екзархия. По данни на секретаря на Екзархията Димитър Мишев („La Macédoine et sa Population Chrétienne“) в 1905 година в Дъбово (Dabovo) има 360 българи екзархисти и работи българско училище.
По данни на Екзархията в 1910 година Дѫбово е чифлигарско село с 43 семейства, 170 жители българи, 17 цигани (150 чифлигари) и една черква.
При избухването на Балканската война в 1912 година един човек от Дъбово е доброволец в Македоно-одринското опълчение. Българският кмет на селото Хр. Попдимитров е арестуван от гръцка военна част и затворен в Берския затвор. Освен него, бити и арестувани са Божил Иванов, Пеце Иванов, Петко Георгиев, Иван Караиванов, Васил Балинов, Димо Гонеов, Васил Георчев и българския свещеник Димитър.

### В Гърция
В 1913 година след Междусъюзническата война селото попада в Гърция. Населението му се изселва в България. В рапорт от Солун през април 1914 година българският дипломат Сократ Тодоров пише:
| „ | Катадневно пристигат в Солун цели кервани бежанци от Кара Суле, Дъбово, Боймица, Куфалово и Мачуково. | “ |

От 43 български семейства към 1912 година до 1928 година в България се изселват 39 семейства или 88 души и в селото остават 4 български семейства. На мястото на българското население са настанени гърци бежанци от малоазийското елинизирано българско село Къздервент. Боривое Милоевич пише в 1921 година („Южна Македония“), че Дъбово има 35 къщи славяни християни. През 1926 години селото е прекръстено на Валтотопион. В 1928 година селото е смесено местно-бежанско с 89 семейства и 318 жители бежанци.
Селото има богато землище, което се напоява добре и произвежда традиционно памук, пшеница, тютюн, бостан, като се занимава и краварство.
В северния край на селото е построена църквата „Въздвижение на Светия кръст“.
| Година    | 1913 | 1920 | 1928 | 1940 | 1951 | 1961 | 1971 | 1981 | 1991 | 2001 | 2011 | 2021 |
| --------- | ---- | ---- | ---- | ---- | ---- | ---- | ---- | ---- | ---- | ---- | ---- | ---- |
| Население | 187  | 153  | 373  | 380  | 435  | 521  | 431  | 414  | 346  | 315  | 215  | 128  |

## Личности
Родени в Дъбово
- Васил Балинов (1865 – ?), терорист и куриер на ВМОРО
- Димитър Николов (1890 – ?), македоно-одрински опълченец, Нестроева рота на Петнадесета щипска дружина[19]
- Кръсто Попдимитров, български революционер, четник на Кръсто Лазаров в 1914 година[20]